# Nabari no Ō
Nabari no Ō (jap. 隠の王, dt. „Herrscher von Nabari“) ist eine Manga-Reihe von Yūki Kamatani, die 2004 bis 2010 in Japan erschien. Der Manga wurde als Anime-Fernsehserie adaptiert und ist in die Genres Action, Drama und Comedy einzuordnen.

## Inhalt
Der 14-jährige Schüler Miharu Rokujō (六条 壬晴) will ein einfaches Leben führen und nach der Schule ein Okonomiyaki-Restaurant führen. Seine Freunde Kōichi Aizawa (相澤 虹一) und Thobari Kumohira Durandal (雲平・帷・デュランダル) aber lernen in einem Club Ninja-Techniken. Miharu will damit nichts zu tun haben, doch wird er eines Tages von echten Ninjas angegriffen. Kōichi und Thobari beschützen ihn und weihen Miharu daraufhin in die Welt der Ninjas, die Nabari, ein. Er lernt die Rollen seiner Mitschüler und Lehrer in der Nabari kennen und trägt das Hijutsu Shinrabanshō (森羅万象) in sich. Das Hijutsu, dass das Wissen der Welt beinhaltet, ist in der Nabari begehrt. So hat Miharu bald nicht mehr die Möglichkeit, in sein altes Leben zurückzukehren und muss sich in der Nabari behaupten.

## Charaktere
Miharu RokujoDer 14-Jährige Miharu ist Träger eines Hijutsus (verborgene Technik), will jedoch mit Ninjas nichts zu tun haben, sondern einfach nur ein friedliches Leben führen. Jedoch gibt es viele Ninjas, die es auf das Hijutsu abgesehen haben.
Koichi AizawaKoichi ist ein Schulfreund von Miharu und ein Ninja. Er ist außerdem im Ninjaklub seiner Schule und will auch Miharu überreden einzutreten. Nachdem dieser aber von feindlichen Ninja angegriffen wurde, ernennt Koichi sich zu seinem Beschützer.
Thobari Kumohira DurandalThobari ist der Englischlehrer an der Schule. Auch er ist ein Ninja und beschützt zusammen mit Koichi Miharu vor feindlichen Klans, die es auf das Hijutsu abgesehen haben. Er hat panische Angst davor, mit Verkehrsmitteln jeglicher Art zu fahren, doch Koichi und Raimei zwingen ihn meist doch dazu.
Raimei ShimizuRaimei ist ein Samurai und Verbündete von Thobari und Koichi. Als sie erfährt, dass Miharu das Hijutsu in sich trägt, beschließt sie ihn ebenfalls zu beschützen. Sie trägt stets ein Katana mit sich.

## Veröffentlichung
Der Manga erschien von Juni 2004 bis 2010 im Manga-Magazin GFantasy des Verlags Square Enix. Die Einzelkapitel erscheinen auch in 14 Sammelbänden.
Eine französische Übersetzung erscheint bei Asuka Comics, bei Yen Press erscheint der Manga in Nordamerika.

## Anime-Adaption
2008 produzierte das Studio J.C.Staff eine 26-teilige Anime-Fernsehserie zum Manga. Regie führte Kunihisa Sugishima, das Charakterdesign entwarf Kazunori Iwakura und künstlerischer Leiter war Yoshinori Hirose. Die Serie wurde vom 6. April bis zum 28. September 2008 durch den Sender TV Tokyo. Tage später begann die Ausstrahlung durch TV Aichi, TV Hokkaido, TV Ōsaka, TV Setouchi und TVQ Kyushu. Später folgten Wiederholungen durch AT-X und KIDS STATION.
MTV strahlte die Serie in Italien aus, die Firma Kaze besitzt die Rechte für eine Veröffentlichung in Frankreich, Funimation für Nordamerika.

### Synchronisation
| Rolle                     | japanischer Sprecher (Seiyū) |
| ------------------------- | ---------------------------- |
| Yoite                     | Mitsuki Saiga                |
| Miharu Rokujō             | Rie Kugimiya                 |
| Thobari Kumohira Durandal | Daisuke Namikawa             |
| Kōichi Aizawa             | Satoshi Hino                 |
| Raimei Shimizu            | Ayumi Fujimura               |
| Kazuhiko Yukimi           | Kenjirō Tsuda                |

### Musik
Die Musik der Serie komponierte Michiru Oshima. Der Vorspann wurde unterlegt mit Crawl von Veltpunch, die Abspannlieder sind Hikari von Elisa und Aru ga Mama (あるがまま) von Anamu & Maki.

## Erfolg
Der neunte Band des Mangas erreichte im August 2008 den vierten Platz der meistverkauften Mangas der Woche in Japan. Band 10 verkaufte sich über 120.000 mal.